# Alfred Dornheim
Alfred Gustav Wilhelm Hermann Dornheim (* 7. April 1909 in Hamburg; † 27. Oktober 1969 in Mendoza), auch bekannt als Alfredo Dornheim, war ein deutscher Germanist und Hochschullehrer. Er war in Argentinien als Professor und Mitbegründer der Internationalen Vereinigung für Germanistik tätig.

## Leben
Alfred Dornheim studierte an der Universität Hamburg. Während seines Studiums war er aktiv beim Corps Irminsul, dem er bis zu seinem Tode angehörte. 1934 promovierte Dornheim an der Philosophischen Fakultät. Das Deutsch-Argentinische Kulturinstitut in Buenos Aires berief ihn 1937 als Professor für die deutsche Sprache. Später wechselte er nach Mendoza und von 1943 bis 1969 war er Direktor des Instituts für Germanistik an der Philosophischen Fakultät. Im Jahre 1949 wurde er Leiter der Sektion für deutsche Literatur des Instituts für moderne Literaturwissenschaften. Er gründete in Mendoza die argentinische Goethe-Gesellschaft und im Jahre 1960 in Cuyano das Institut "La Cultura Alemana", welches bis zur Übernahme durch das Goetheinstitut unter seiner Leitung stand. Er war Mitbegründer der Internationalen Vereinigung für Germanistik und Ehrenmitglied der Institute für Sprache und Klassische Literatur, für Archäologie und Ethnologie und Philosophie der Nationaluniversität von Cuyo, ebenso Ehrenmitglied des Instituts für Deutsche Kultur "Albertus Magnus" der Katholischen Universität von Chile.

## Schriften
Er leitete Veröffentlichungen von Zeitschriften und wissenschaftlichen Werken, darunter der Zeitschrift El Boletin de Estudios Germanicos. Er war darüber hinaus ein anerkannter Übersetzer von bedeutenden Werken deutscher Autoren. Ein Ergebnis seiner persönlichen Arbeit war ein Werk über Goethe, das von der Philosophischen Fakultät herausgegeben wurde: Contribuciones a la historia mitológica de la literatura alemana de Goethe a la actualidad. Weitere Veröffentlichungen waren: La canción popular a través de los siglos; Fuentes virgilianas del Waltharius; El concepto de formación en el pensamiento filosófico-pedagógica de J. Herder.